# Новлянский, Николай Михайлович
Николай Михайлович Новлянский (25 ноября 1892, с. Алфёрово, Смоленская губерния — 5 февраля 1966, Москва) — советский актёр театра и кино, Заслуженный артист РСФСР (1935), специалист по гриму.

## Биография
Родился в 1892 году в селе Алфёрово, Вяземского уезда Смоленской губернии.
Учился в 4-й московской гимназии, но был исключен из 6 класса, позже сдал экзамены экстерном.
Окончил Школу сценического искусства в Петербурге, учился у А. П. Петровского.
В 1914—1924 годах — артист театра под руководством Н. Н. Синельникова в Харькове, играл в театрах Кисловодска, Ростова-на-Дону, Киева.
В 1923—1924 гг. — артист Московского театра Революции им. Вл. Маяковского.
В 1924—1950 гг — артист Камерного театра Таирова, одновременно в 1925—1930 годах преподавал сценическое искусство в Московской консерватории.
После закрытия Камерного театра до конца дней служил в Московском театре имени Пушкина.
Характерный актёр, играл в основном комедийные роли. Снимался в кино. Писал статьи в театральные журналы и газеты.
Был признанным мастером грима, являлся автором трёх учебных пособий на эту тему, преподавал искусство грима в ГИТИСе.
Умер в 1966 году в Москве, урна с прахом захоронена в 19-м колумбарии Донского кладбища.

## Фильмография
- 1939 — Сад — Юсуп-бобо
- 1956 — Поэт — художник-реалист
- 1957 — Ленинградская симфония — Ермолай Капитонович
- 1959 — Ванька (к/м) — барин
- 1959 — Отчий дом — дед Авдей Егорович
- 1960 — До будущей весны — Силантьич
- 1960 — Конец старой Берёзовки — Николай, муж учительницы Галины Павловны
- 1960 — Пусть светит! (к/м) — дед
- 1960 — Яша Топорков — дед Пчела
- 1961 — Удивительная охота — пасечник
- 1962 — Третий тайм — продавец бутс
- 1963 — При исполнении служебных обязанностей — дядя Федя
- 1963 — Слепая птица — пассажир поезда
- 1964 — Живёт такой парень — доктор
- 1965 — Дети Дон-Кихота — дед Моти (нет в титрах)
- 1965 — Пакет — доктор
- 1965 — Погоня — старик на лодке